# Winnica (gromada)
Winnica – dawna gromada, czyli najmniejsza jednostka podziału terytorialnego Polskiej Rzeczypospolitej Ludowej w latach 1954–1972.
Gromady, z gromadzkimi radami narodowymi (GRN) jako organami władzy najniższego stopnia na wsi, funkcjonowały od reformy reorganizującej administrację wiejską przeprowadzonej jesienią 1954 do momentu ich zniesienia z dniem 1 stycznia 1973, tym samym wypierając organizację gminną w latach 1954–1972.
Gromadę Winnica z siedzibą GRN w Winnicy utworzono – jako jedną z 8759 gromad na obszarze Polski – w powiecie pułtuskim w woj. warszawskim, na mocy uchwały nr VI/10/17/54 WRN w Warszawie z dnia 5 października 1954. W skład jednostki weszły obszary dotychczasowych gromad Budy-Zbroszki, Domosław, Golądkowo(), Gnaty-Lewiski, Gnaty-Szczerbaki, Gnaty-Wieśniany, Rębkowo, Skarżyce, Winnica, Winniczka i Zbroszki ze zniesionej gminy Winnica w tymże powiecie. Dla gromady ustalono 19 członków gromadzkiej rady narodowej.
1 stycznia 1959 do gromady Winnica przyłączono wieś Bulkowo Stare z gromady Płocochowo oraz obszar lasów leśnictwa Bulkowo o powierzchni 700 ha z gromady Przewodowo Parcele – w tymże powiecie.
31 grudnia 1959 do gromady Winnica przyłączono obszar zniesionej gromady Glinice-Domaniewo (bez wsi Kamionna, Poniaty Wielkie i Poniaty-Cibory), a także wsie Bielany, Brodowo, Bąboły, Brodowo Wity i Skórznice ze znoszonej gromady Gąsiorowo oraz wsie Bulkowo Nowe i Łachoń ze znoszonej gromady Płocochowo w tymże powiecie.
31 grudnia 1961 do gromady Winnica włączono wsie Kamionna, Poniaty-Cibory i Poniaty Wielkie ze zniesionej gromady Krzyczki w tymże powiecie.
Gromada przetrwała do końca 1972 roku, czyli do kolejnej reformy gminnej. 1 stycznia 1973 w powiecie pułtuskim reaktywowano gminę Winnica.